# ماتسویا
ماتسویا (انگلیسی: Matsuya) شرکت خرده‌فروشی ژاپنی است، که در سال ۱۸۶۹ توسط تاکوبی فورویا تأسیس شد.